# Gaye
Gaye (Gae), pleme američkih Indijanaca iz grupe Andoan, porodice Zaparoan, nastanjenih u Ekvadoru uz rijeke Tigre i Bobonaza. Gae i srodne Zaparoan grupe iz Ekvadora jezično i kulturno asimilirani su od Kečua. Jezik gae ili gaye naziva se i siaviri. 